# Districte de Jacobabad
El Districte de Jacobabad (urdú ضلع جیکب آباد) és una divisió administrativa del Pakistan, província de Sind, amb capital a Jacobabad. Segons el cens de 1998 la població era d'1.425.572 habitants; la superfície era de 5.278 km². Fins al 2004 incloïa el districte de Kashmore. Durant el domini britànic va portar el nom de districte d'Upper Sind Frontier.

## Administració
Està dividit en quatre tehsils o talukes:
- Ghari Khairo
- Khairo
- Jacobabad
- Thul

El districte és de gran majoria musulmana (96,3%) amb minoria hindñu (3,5%) i altres (0,2%). La llengua principal és el sindi (94,1%) seguida del balutxi (3,1%), l'urdú (0,6%) i panjabi (0,5%) i altres (1,7%)